# Aprix nutatoria
Aprix nutatoria là một loài tò vò trong họ Ichneumonidae.